# Bonez MC
Bonez MC, właściwie John-Lorenz Moser (ur. 23 grudnia 1985 w Hamburgu) – niemiecki raper i producent muzyczny.
Bonez jest członkiem hip-hopowej grupy 187 Strassenbande, w której w skład wchodzą tacy raperzy jak: Gzuz, Maxwell, LX, Sa4 oraz graficiarz Frost. W różnych okresach członkami byli tacy raperzy jak: AchtVier, Mosh36 i Hasuna.
W 2012 roku Bonez MC wydał swój debiutancki solowy album Krampfhaft Kriminell. W 2013 roku miał wspólną EPkę z Kontra K, a następnie kolejny album we współpracy z Gzuzem o nazwie High und Hungrig. 30 stycznia 2015 roku 187 Strassenbande wypuściło album High & Hungrig 2.
Bonez MC jest jednym z najbardziej utytułowanych niemieckich artystów muzycznych, trzy z jego wspólnych albumów mają status złotej płyty, a jeden platynowy
Jest znany ze swojej współpracy z RAF Camora i Gzuzem. Jego największymi singlami, które odniosły większy sukces są Palmen aus Plastik, Ohne mein Team i Mörder we współpracy z RAF Camora.

## Nagrody
Na Hiphop.de Awards
- 2016: Najlepsza Grupa Narodowa (wspólnie z RAF Camora)
- 2016: Best National Release (dla Palmen aus Plastik wspólnie z RAF Camora)
- 2016: Best National Video (dla Palmen aus Gold wspólnie z RAF Camora)
- 2018: Najlepsza Grupa Narodowa (wspólnie z RAF Camora)

W 1Live Krone
- 2016: Best Hip-Hop Act (wspólnie z RAF Camora)

Na Juice Awards
- 2016: Best National Album (dla Palmen aus Plastik z RAF Camora)

## Dyskografia
- Krampfhaft kriminell (2012)
- Hollywood (2020)
- Hollywood Uncut (2020)